# Janet Reno
Janet Reno (født 21. juli 1938 Miami, Florida, USA – død 7. november 2016 samst) var en amerikansk jurist som var USAs justitsminister fra 1993 til 2001. Hun var den første kvinde i dette embede. Hun studerede ved Cornell University og Harvard Law School. Hendes far, Henry Reno, var en immigrant fra Danmark, og hed oprindelig Rasmussen. Da hun kom med i Bill Clintons regering, var hun én af to dansk-amerikanere, den anden var finansministeren Lloyd Bentsen.
Den 7. november 2016 døde Janet Reno af komplikationer af Parkinsons sygdom , som hun var blevet diagnosticeret med i 1995.